# Thelasis abbreviata
Thelasis abbreviata är en orkidéart som först beskrevs av Rudolf Schlechter, och fick sitt nu gällande namn av Walter Kittredge. Thelasis abbreviata ingår i släktet Thelasis och familjen orkidéer. Inga underarter finns listade i Catalogue of Life.